# كريستال بيبسي

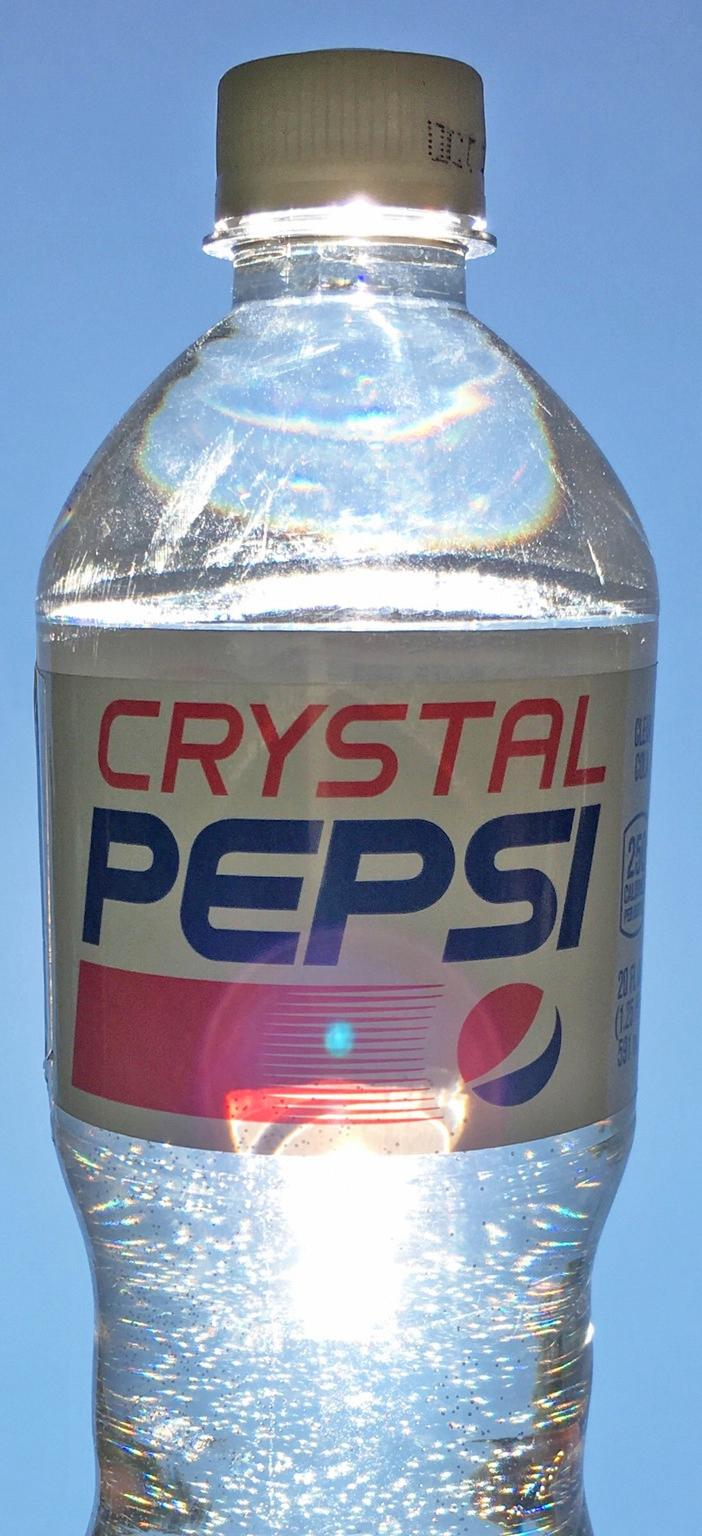
كريستال بيبسي

كريستال بيبسي (بالإنجليزية: Crystal Pepsi)‏ هو مشروب غازي من صنع شركة بيبسيكو. بيع لأول مرة في أوروبا خلال أوائل تسعينيات القرن الماضي. تلقته كل من الولايات المتحدة وكندا بين عامي 1992 و1994، مع إصدارات أخرى وجيزة خلال منتصف العقد الثاني من القرن العشرين. لم يُبَع سوى لفترة وجيزة ضمن المملكة المتحدة وأستراليا. عملت منافستها كوكاكولا على تخريب سوق المنتج عبر خطة «كاميزاكي»، إذ ضحّت بمنتجها «تاب كلير» بهدف إنهاء كليهما سويًا. عُرفت كريستال بيبسي بإعادة الإحياء الحماسي من قبل العامّة الذي شهدته بعد عقود لاحقة، ما أدى إلى استجابة الشركة بإعادة إطلاق المنتج. كثيرًا ما يتشابه طعمها مع طعم البيبسي الأصلية، مع غياب لون الكراميل، لتزعم الشركة كون المنتج أقل «حمضية» في طعمه.

## التاريخ
في أوائل تسعينيات القرن الماضي، ظهرت بدعة تجارية دُعيت باسم «كلير كريز (هوس النقاء)» ساوت بين مصطلحي الصفاء والنقاء. بدأت تلك البدعة بإعادة تصنيع صابون شركة إيفوري، إذ كان شعارها التسويقي للصابون الجديد «صافٍ بنسبة 99%» لتميزه عن المحلول الحليبي الكلاسيكي. ظهرت مشروبات غازية شفافة غير بيبسي وكريستال بيبسي، وسوّق لها على كونها مشروبات خالية من الكحول و«بديل شفاف» للكولا العادية. كان شعارها التجاري «لم ترى مذاقًا كهذا».
في 13 أبريل عام 1992، طرحت شركة بيسي منتجها كريستال بيبسي لاختبار أسواقها في كل من مدن دينفر ساكرامنتو ودالاس بروفيدنس وغراند رابيدس، وتلقّى المنتج ردة فعل إيجابية. متأثّرة بتلك النتائج، بدأت شركة بيبسي بيع مشروبها الغازي في شهر ديسمبر من ذلك العام.
في سنتها الأولى، حصدت كريستال بيبسي مئة في المئة من مجموع مبيعات المشروبات الغازية في الولايات المتحدة، بمبلغ يقارب 474 مليون دولار أمريكي. لحقتها كوكا كولا بإصدار منتجها «تاب كلير» في 14 ديسمبر عام 1992. كان المنتج السابق لكوكاكولا سريّا وصنع لمرة واحدة كمحاباة سياسية خاصة بين الرئيس الأمريكي دوايت أيزنهاور والاتحاد السوفييتي في الأربعينيات، لتشبيه المشروب الأمريكي بالفودكا، وأطلق عليه حينها «وايت كولا».
في أواخر عام 1993، سحبت بيبسي منتجها من السوق، وسلّمت دفعاتها الأخيرة إلى تُجار التجزئة خلال الأشهر الأولى من عام 1994. عادت بيبسي مرة أخرى إلى السوق بعد عدة أشهر بمشروب كولا هجين بطعم الليمون تحت اسم كريستال من بيبسي، إلا أنه كان منتجًا قصير الأمد كذلك.
وفقًا لكبير مديري التسويق في شركة كوكا كولا، سيرجيو زيمان، كان منتج تاب كلير عبارة عن حركة «كاميزاكي (هجوم انتحاري)» هدفها صنع مشروب غير محبوب يوازي كريستال بيبسي بهدف «القضاء على كليهما سويًا». تضمنت تلك الخطة الانتحارية استخدام العلامة التجارية تاب بدلًا من كوكا، واصفة المنتج بأنه «خالٍ من السكر» لإيهام المستهلكين بأن كريستال بيبسي منتج لا يحتوي على السكر، والتسويق على أن له «خصائص علاجية». قال زيمان «أنفقت بيبسي مبالغ ضخمة على العلامة التجارية، وبصرف النظر عن ذلك، قضينا عليها. لقد قُضي على كليهما بعد ستة أشهر من ذلك».

### التسويق
أُطلقت حملة تسويقية ضخمة، صممت الشركة من خلالها أول ملصق مصمم على الحاسوب مطبوع على حافلة. كما عُرضت سلسلة من الإعلانات على التلفزيون الوطني شاركت فيها فرقة الروك فان هيلين بأغنية «رايت ناو» في 31 يناير عام 1993. سخر برنامج «ساترداي نايت لايف (سهرة السبت على الهواء) من الإعلان التجاري عبر عرضهم إعلانًا لصلصة لحم شفافة. وُزعت عينات بالحجم الكامل من المنتج برفقة كل نسخة من بعض الصّحف الأسبوعية مثل بوسطن غلوب في ماساتشوستس.

### بيبسي كلير
في عام 2005، بيعت نسخة شفافة جديدة من مشروب بيبسي في ولاية مكسيكيو باسم بيبسي كلير لفترة محدودة. في 22 أغسطس، 2008، طلبت شركة بيبسيكو علامةّ تجارية لكل من منتجيها «بيبسي كلير» و«دايت بيبسي كلير».